# أندي دنلوب (لاعب كرة قدم)
أندي دنلوب (بالإنجليزية: Andy Dunlop)‏ هو لاعب كرة قدم بريطاني في مركز الدفاع، ولد في 11 ديسمبر 1957 في آير في المملكة المتحدة. لعب مع نادي سانت ميرين.